# Държавникът (Платон)
„Държавникът“ (на старогръцки: Πολιτικός), също познат с латинското си наименование Politicus, е сократически диалог, написан от Платон. Текстът представлява диалог между Сократ, математика Теодор, друг човек, наречен Сократ, и неназован философ от Елея, наречен „Чужденеца“ (ξένος). Диалогът привидно е опит да се представи „държавника“ като противоположност на „софиста“.
Според Джон. М. Купър, целта на диалога е да поясни, че за да управляваш или да имаш политическа сила, е необходимо да притежаваш специално знание, което трябва да ръководи политиката. Държавникът знае как да управлява благополучно и справедливо. Това твърдение не се отнася за тези, които в действителност управлявали, както посочва Чужденеца. Тези, които управляват само дават вид, че притежават това знание, но в края на краищата са софисти или имитатори. А според Чужденеца софистът не знае как да постъпва правилно, а само заблуждава в противното. Чужденецът отбелязва, че пътят към постигането на това знание минва през социалното разделение.